# Scythropiodes
Scythropiodes är ett släkte av fjärilar. Scythropiodes ingår i familjen Lecithoceridae.
Kladogram enligt Catalogue of Life:
| Scythropiodes | \| \| Scythropiodes seriatopunctata \| \| \| \| \| \| Scythropiodes unimaculata \| \| \| \| |
|               | \| \| Scythropiodes seriatopunctata \| \| \| \| \| \| Scythropiodes unimaculata \| \| \| \| |
|               | Scythropiodes seriatopunctata                                                               |
|               |                                                                                             |
|               | Scythropiodes unimaculata                                                                   |
|               |                                                                                             |